# Опроаја (Јаши)
Опроаја (рум. Oproaia) насеље је у Румунији у округу Јаши у општини Цибана. Oпштина се налази на надморској висини од 223 m.

## Становништво
Према подацима из 2002. године у насељу је живело 204 становника, од којих су сви румунске националности.